# 加古川市立志方中学校
加古川市立志方中学校（かこがわしりつしかたちゅうがっこう）は、兵庫県加古川市志方町志方町宮山にある公立中学校。

## 沿革
公式サイト「志方中学校の沿革」による。
- 1947年（昭和22年）10月 - 志方村東志方村西志方村学校組合立三志方中学校創立。
- 1954年（昭和29年）8月 - 志方町制施行により、校名を印南郡志方町立志方中学校となる。
- 1979年（昭和54年） - 志方町が加古川市と合併し、加古川市立志方中学校となる。

## 部活動

### 運動部
- 野球部
- サッカー部
- バスケットボール部
- 女子バレーボール部
- 男子卓球部
- 女子ソフトテニス部
- 陸上競技部

### 文化部
- 家庭部
- 吹奏楽部
- 新聞部

## 著名な卒業生
- 旭堂南海 - 上方講談師
- 竹中佳 - 元プロボクサー
- 寺西明 - プロゴルファー
- 広瀬敏郎 - 歌手
- 岸本建樹 - 元・加古川市議会議員

## 通学区域
以下の小学校の通学区域（昭和54年加古川市との合併前の旧志方町の区域）。
- 加古川市立志方小学校
- 加古川市立志方東小学校
- 加古川市立志方西小学校

## 通学区域が隣接している学校
- 加古川市立神吉中学校
- 加古川市立義務教育学校両荘みらい学園
- 加西市立加西中学校
- 加西市立善防中学校
- 姫路市立城山中学校
- 姫路市立東中学校
- 高砂市立鹿島中学校